# Williston (Maryland)
Williston es un lugar designado por el censo ubicado en el condado de Caroline en el estado estadounidense de Maryland. En el Censo de 2010 tenía una población de 155 habitantes y una densidad poblacional de 227,55 personas por km².

## Geografía
Williston se encuentra ubicado en las coordenadas 38°49′52″N 75°51′3″O / 38.83111, -75.85083. Según la Oficina del Censo de los Estados Unidos, Williston tiene una superficie total de 0.68 km², de la cual 0.68 km² corresponden a tierra firme y (0%) 0 km² es agua.

## Demografía
Según el censo de 2010, había 155 personas residiendo en Williston. La densidad de población era de 227,55 hab./km². De los 155 habitantes, Williston estaba compuesto por el 100% blancos, el 0% eran afroamericanos, el 0% eran amerindios, el 0% eran asiáticos, el 0% eran isleños del Pacífico, el 0% eran de otras razas y el 0% pertenecían a dos o más razas. Del total de la población el 0% eran hispanos o latinos de cualquier raza.